# مكتبة فقه اللغة

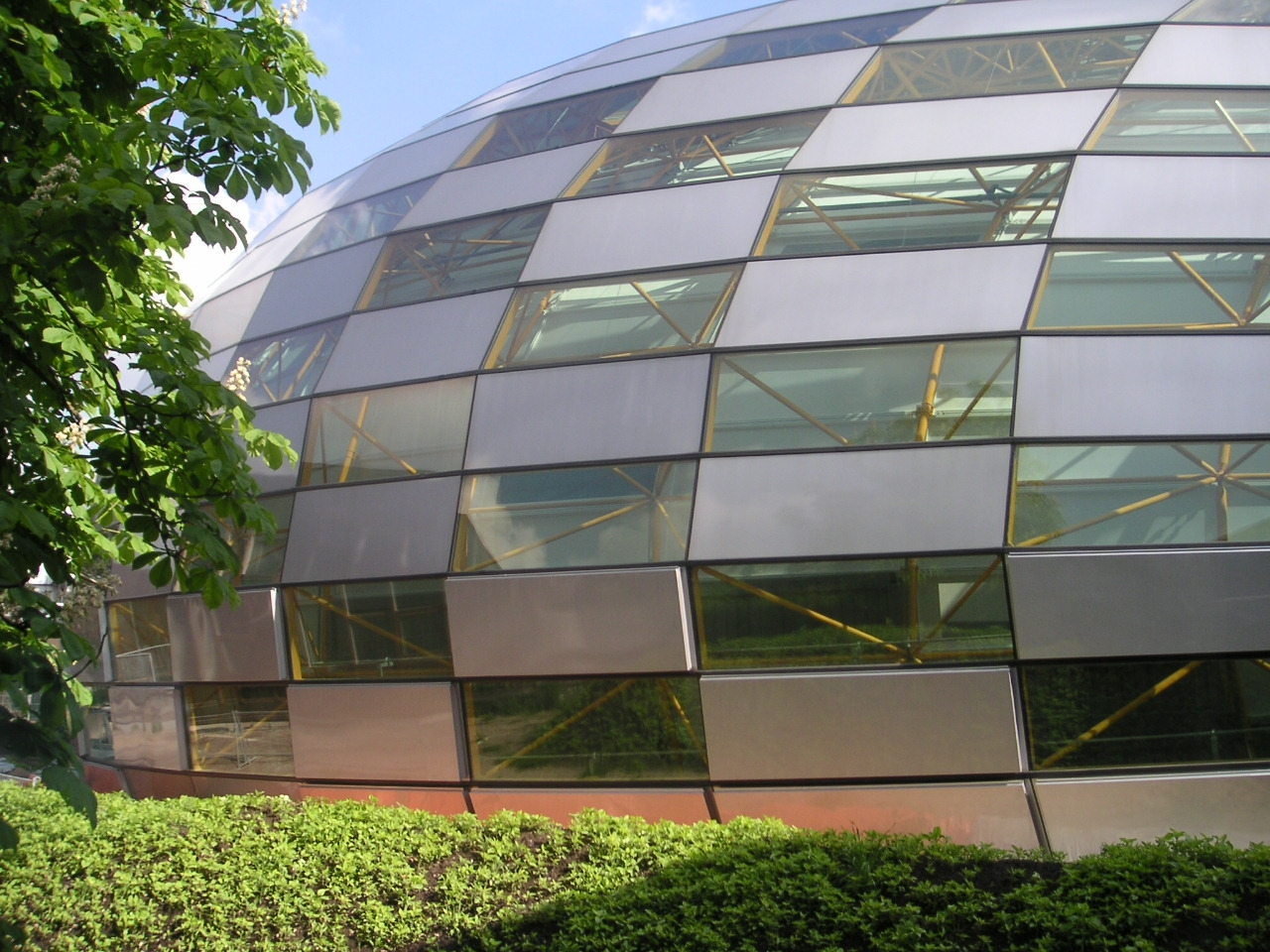
المكتبة من الخارج

مكتبة فقه اللغة هي أحدث أجنحة الحرم الجامعي لجامعة برلين الحرة، التي صممها المعماري نورمان فوستر على شكل عقل بشري، وافتتحت عام 2005، وتشمل 700,000 مجلد.

## وصلات خارجية
- Information page on the Free University of Berlin website